# Емилиян Тодоров
Емилиян Тодоров Тодоров е български инженер и политик от СДС. Кмет на район Средец, София.

## Биография
Емилиян Тодоров Тодоров е роден на 23 юли 1954 г. във Велико Търново. Завършва 33-то средно политехническо училище „Ернст Телман“ София през 1972 г. През 1977 г. завършва специалност „Технология на органичния синтез“ във Висшия химикотехнологичен институт – София.

## Политическа кариера
През 1990 г. става член на СДС. От 1995 до 2003 г. е кмет на район „Средец“ – София (два последователни мандата).